# Tyrefægtning
Tyrefægtning (spansk: tauromaquia af græsk tauros, "tyr" og makheia, "kamp/fægtning") er en kamp mellem en torero (tyrefægter), også kaldet en matador (spansk: dræber), og en tyr i en arena.
Kampen antager i udgangspunktet to former: Den ene, hvor tyren må lade livet i løbet af kampen, og den anden, hvor tyren overlever.
Tyrefægtning er særligt udbredt i den spansktalende del af verden, hvor det betragtes som en sport. Den dyrkes ligeledes i den sydlige del af Frankrig, særligt i regionen Languedoc-Roussillon, men også i departementet Bouches-du-Rhône.

## En tyrefægtnings forløb
En tyrefægtning er opdelt i fire afsnit:
1. Indmarchen, el paseo, hvor tre matadorer præsenterer deres hold (spansk: cuadrillas) i en rodeo. Her hilses på el presidente, som er en lokal mand af ære. Præsidenten giver signal til kampenes begyndelse.
2. En rytter, el alguacil, henter den nøgle, der er symbol på adgang til tyrenes stalde, og den første tyr lukkes ud. Den modtages af tre peones, som vifter med deres capotes, som er kapper, der er lyserøde på den ene side og gule på den anden. Når los peones har fået tyren efter sig, løber de i dækning bag deres burladeros, som er træskærme, hvorfra man kan komme ud og ind af arenaen. Under disse indledende øvelser aflurer matadoren tyrens bevægelsesmønstre. Hvilken side den angriber til, om den fx trækker på et ben.
3. Hvis der er tale om store tyre, lukkes picadorerne nu ind. Disse er til hest og er bevæbnet med en vara, en lanse, hvor kun nogle centimeter af spidsen er fri. Den stanger de i tyrens nakke. Picadorerne får dermed tyren til at sænke hovedet, så los banderillos, og når tiden er inde, matadoren, kan komme ind over tyren. To peones er banderillos, og de går mod tyren med to farverige stave med jernmodhager, som de placerer i tyrens ryg. Disse forberedelser udmatter og provokerer tyren, hvilket er vigtigt, når det fjerde afsnit af den første af dagens seks tyrefægtninger skal stå.
4. Matadoren kommer med sin røde muleta, som holdes udspændt med la espada (spansk: sværd). Tyr og matador er alene over for hinanden, kun afbrudt hvis tyrefægteren bliver såret. Her begynder la faena (spansk: gøremål, arbejde), som har karakter af en dans mellem tyr og matador. Matadoren skal nu bevise, at han har overvundet tyren ved at give den dødsstødet. Tyrefægteren udskifter sit sværd med et med den rigtige krumning, let bøjet. Nu skal matadoren vise, at han kan nedlægge tyren prompte ved at ramme den første gang uden at bruge flere forsøg. Lykkes det, piber og hujer publikum. Præsidenten uddeler eventuelle hæderstegn, når tyren er nedlagt.

## Opposition mod tyrefægtning
Tyrefægtning har altid være udsat for kritik og forsøg på at stoppe det. Således udsendte Pave Pius 5. i 1567, Bulle De salute Gregis dominici, der forbød tyrefægtning og ekskommunicerede enhver katolik, der deltog i eller organiserede tyrefægtning. 
I moderne tid har de fleste dyreværnsorganisationer løbende kampagner med krav om forbud mod tyrefægtning. Det sker blandt andet med udgangspunkt i landenes dyreværnslovgivning (i Danmark ville det være forbudt i henhold til dyreværnsloven). I 2003 lykkedes det at få forbudt tyrefægtning på De kanariske øer og i 2010 i Katalonien.